# Sovrani di Mirandola e Concordia
I sovrani di Mirandola e Concordia regnarono sui due Stati distinti di Mirandola e Concordia, accomunati in un'unione personale dal XIV al XVIII secolo.
Trattandosi di due entità statali disgiunte de iure, ogni sovrano portava due titoli diversi, uno connesso alla corona di Mirandola ed uno a quella di Concordia.
Dal 1311 al 1321 e dal 1354 al 1708, il territorio di Mirandola e Concordia appartenne alla dinastia dei Pico. In seguito alla dichiarazione di decadenza per fellonia dell'ultimo sovrano Francesco Maria II Pico, che morì a Madrid, il Ducato della Mirandola venne venduto alla casata degli Este ed annesso al Ducato di Modena e Reggio. Il destino dell'ex Ducato mirandolese seguirà lo stesso destino del Ducato modenese-reggiano: dopo le vicende napoleoniche (1796–1814) e dopo essere poi passato agli Asburgo-Este per l'estinzione diretta degli Este, nel 1859 l'ultimo sovrano del Ducato venne deposto e il Ducato stesso fu annesso al Regno di Sardegna che, poco dopo, divenne il nuovo Regno d'Italia (1861).

## Signori di Mirandola e di Concordia (1311–1432)
| Sovrano (nascita–morte)                   | Immagine                          | Stemma | Regno (dal–al) | Matrimonio & Discendenza | Diritto di successione                                                                                   | N. |
| ----------------------------------------- | --------------------------------- | ------ | -------------- | --- | --- | -- |
| Francesco I Pico (c.1272–1321)            |                                   |        | 1311           | Beatrice da Sassuolo 2 figli e 1 figlia | Nessuno. Primo signore e vicario imperiale della Mirandola                                               |    |
| Francesco I Pico (c.1272–1321)            | 1321                              |        |                | Beatrice da Sassuolo 2 figli e 1 figlia | Nessuno. Primo signore e vicario imperiale della Mirandola                                               |    |
| Rinaldo "Passerino" Bonacolsi (1278–1328) |                                   |        | 1321           | Alisa d'Este nessun figlio + 3 figli illegittimi | A seguito dell'Assedio della Mirandola (1321)                                                            |    |
| Rinaldo "Passerino" Bonacolsi (1278–1328) | 1328                              |        |                | Alisa d'Este nessun figlio + 3 figli illegittimi | A seguito dell'Assedio della Mirandola (1321)                                                            |    |
| Luigi I Gonzaga (1268–1360)               |                                   |        | 1328           | (1) Richilda Ramberti 3 figli e 1 figlia (2) Caterina Malatesta 3 figli e 1 figlia (3) Giovanna Novella Malaspina 3 figli e 2 figlie + 2 figlie e 1 figlio illegittimi | A seguito della Presa di Mantova e della Cacciata dei Bonacolsi (1328), anche Mirandola passa ai Gonzaga |    |
| Luigi I Gonzaga (1268–1360)               | 1354                              |        |                | (1) Richilda Ramberti 3 figli e 1 figlia (2) Caterina Malatesta 3 figli e 1 figlia (3) Giovanna Novella Malaspina 3 figli e 2 figlie + 2 figlie e 1 figlio illegittimi | A seguito della Presa di Mantova e della Cacciata dei Bonacolsi (1328), anche Mirandola passa ai Gonzaga |    |
| Francesco II Pico (...–1399)              |                                   |        | 1354           | donna ignota 2 figli e 3 figlie | Restituzione nel 1354 da parte dell'imperatore Carlo IV                                                  |    |
| Francesco II Pico (...–1399)              | 1399                              |        |                | donna ignota 2 figli e 3 figlie | Restituzione nel 1354 da parte dell'imperatore Carlo IV                                                  |    |
| Giovanni I Pico (...–1451)                |                                   |        | 1399           | Caterina Bevilacqua 3 figli e 1 figlia | Figlio del precedente, Francesco II. Co-signore insieme al fratello Francesco III e al cugino Aiace Pico |    |
| Giovanni I Pico (...–1451)                | 1432 (diventa Conte di Concordia) |        |                | Caterina Bevilacqua 3 figli e 1 figlia | Figlio del precedente, Francesco II. Co-signore insieme al fratello Francesco III e al cugino Aiace Pico |    |
| Francesco III Pico (...–1461)             |                                   |        | 1399           | Pietra Pio di Carpi 1 figlia | Figlio del precedente, Francesco II. Co-signore insieme al fratello Giovanni I e al cugino Aiace Pico    |    |
| Francesco III Pico (...–1461)             | 1432 (diventa Conte di Concordia) |        |                | Pietra Pio di Carpi 1 figlia | Figlio del precedente, Francesco II. Co-signore insieme al fratello Giovanni I e al cugino Aiace Pico    |    |
| Aiace Pico (...–1429)                     |                                   |        | 1399           | Antonia da Castelbarco 1 figlia + 2 figli illegittimi | Nipote del precedente, Francesco II. Co-signore insieme ai cugini Giovanni I e Francesco III Pico        |    |
| Aiace Pico (...–1429)                     | 1429 (assassinato)                |        |                | Antonia da Castelbarco 1 figlia + 2 figli illegittimi | Nipote del precedente, Francesco II. Co-signore insieme ai cugini Giovanni I e Francesco III Pico        |    |

## Signori di Mirandola e Conti di Concordia (1432–1533)
| Sovrano (nascita–morte)           | Immagine                  | Stemma | Regno (dal–al)               | Matrimonio & Discendenza                                        | Diritto di successione | N. |
| --------------------------------- | ------------------------- | ------ | ---------------------------- | --------------------------------------------------------------- | --- | -- |
| Giovanni I Pico (...–1451)        |                           |        | 1432                         | Caterina Bevilacqua 3 figli e 1 figlia                          | Già al potere, insieme al fratello Francesco III, come Signore di Mirandola e di Concordia                                              |    |
| Giovanni I Pico (...–1451)        | 1451                      |        |                              | Caterina Bevilacqua 3 figli e 1 figlia                          | Già al potere, insieme al fratello Francesco III, come Signore di Mirandola e di Concordia                                              |    |
| Francesco III Pico (...–1461)     |                           |        | 1432                         | Pietra Pio di Carpi 1 figlia                                    | Già al potere, insieme al fratello Giovanni I, come Signore di Mirandola e di Concordia                                                 |    |
| Francesco III Pico (...–1461)     | 1456 (abdicazione)        |        |                              | Pietra Pio di Carpi 1 figlia                                    | Già al potere, insieme al fratello Giovanni I, come Signore di Mirandola e di Concordia                                                 |    |
| Gianfrancesco I Pico (1415–1467)  |                           |        | 1451                         | Giulia Boiardo 3 figli e 3 figlie + 1 figlio illegittimo        | Figlio del precedente, Giovanni I Pico, e nipote di Francesco III Pico                                                                  |    |
| Gianfrancesco I Pico (1415–1467)  | 1467                      |        |                              | Giulia Boiardo 3 figli e 3 figlie + 1 figlio illegittimo        | Figlio del precedente, Giovanni I Pico, e nipote di Francesco III Pico                                                                  |    |
| Galeotto I Pico (1442–1499)       |                           |        | 1467                         | Bianca d'Este 4 figli e 2 figlie + altri figli illegittimi      | Figlio del precedente, Gianfrancesco I Pico                                                                                             |    |
| Galeotto I Pico (1442–1499)       | 1499                      |        |                              | Bianca d'Este 4 figli e 2 figlie + altri figli illegittimi      | Figlio del precedente, Gianfrancesco I Pico                                                                                             |    |
| Antonio Maria Pico (1444–1501)    |                           |        | 1467                         | Costanza Bentivoglio 1 figlio e 2 figlia + 1 figlia illegittima | Figlio del precedente, Gianfrancesco I Pico. Ci-signore insieme al fratello, viene da lui incarcerato.                                  |    |
| Antonio Maria Pico (1444–1501)    | 1470 (incarcerato)        |        |                              | Costanza Bentivoglio 1 figlio e 2 figlia + 1 figlia illegittima | Figlio del precedente, Gianfrancesco I Pico. Ci-signore insieme al fratello, viene da lui incarcerato.                                  |    |
| Gianfrancesco II Pico (1469–1533) |                           |        | 1499                         | Giovanna Carafa 4 figli e 6 figlie                              | Figlio del precedente, Galeotto I Pico                                                                                                  |    |
| Gianfrancesco II Pico (1469–1533) | 1502 (deposizione)        |        |                              | Giovanna Carafa 4 figli e 6 figlie                              | Figlio del precedente, Galeotto I Pico                                                                                                  |    |
| Federico I Pico (1470–1504)       |                           |        | 1502                         | –                                                               | Insieme al fratello Ludovico I, prende forzatamente il potere con l'Assedio della Mirandola (1502)                                      |    |
| Federico I Pico (1470–1504)       | 1504                      |        |                              | –                                                               | Insieme al fratello Ludovico I, prende forzatamente il potere con l'Assedio della Mirandola (1502)                                      |    |
| Ludovico I Pico (1472–1509)       |                           |        | 1502                         | Francesca Trivulzio 2 figlio e 1 figlia                         | Insieme al fratello Federico I, prende forzatamente il potere con l'Assedio della Mirandola (1502)                                      |    |
| Ludovico I Pico (1472–1509)       | 1509                      |        |                              | Francesca Trivulzio 2 figlio e 1 figlia                         | Insieme al fratello Federico I, prende forzatamente il potere con l'Assedio della Mirandola (1502)                                      |    |
| Galeotto II Pico (1508–1550)      |                           |        | 1509                         | Ippolita Gonzaga 2 figli e 3 figlie                             | Figlio del precedente, Ludovico I Pico                                                                                                  |    |
| Galeotto II Pico (1508–1550)      | 1511 (deposizione)        |        |                              | Ippolita Gonzaga 2 figli e 3 figlie                             | Figlio del precedente, Ludovico I Pico                                                                                                  |    |
| Gianfrancesco II Pico (1469–1533) |                           |        | gennaio 1511 (restaurazione) | Giovanna Carafa 4 figli e 6 figlie                              | Riacquista il potere per pochi mesi a seguito dell'Assedio della Mirandola (1510–1511)                                                  |    |
| Gianfrancesco II Pico (1469–1533) | giugno 1511 (deposizione) |        |                              | Giovanna Carafa 4 figli e 6 figlie                              | Riacquista il potere per pochi mesi a seguito dell'Assedio della Mirandola (1510–1511)                                                  |    |
| Galeotto II Pico (1508–1550)      |                           |        | 1511 (restaurazione)         | Ippolita Gonzaga 2 figli e 3 figlie                             | Riacquista il potere a seguito della cacciata dello zio Gianfrancesco II Pico da parte dei Trivulzio                                    |    |
| Galeotto II Pico (1508–1550)      | 1513 (deposizione)        |        |                              | Ippolita Gonzaga 2 figli e 3 figlie                             | Riacquista il potere a seguito della cacciata dello zio Gianfrancesco II Pico da parte dei Trivulzio                                    |    |
| Gianfrancesco II Pico (1469–1533) |                           |        | 1514 (restaurazione)         | Giovanna Carafa 4 figli e 6 figlie                              | Riacquista il potere a seguito della decisione imperiale di dividere Mirandola da Concordia, concessa invece al nipote Galeotto II Pico |    |
| Gianfrancesco II Pico (1469–1533) | 1533 (assassinato)        |        |                              | Giovanna Carafa 4 figli e 6 figlie                              | Riacquista il potere a seguito della decisione imperiale di dividere Mirandola da Concordia, concessa invece al nipote Galeotto II Pico |    |

## Conti di Mirandola e di Concordia (1533–1596)
| Sovrano (nascita–morte)       | Immagine                                                     | Stemma | Regno (dal–al)       | Matrimonio & Discendenza                                              | Diritto di successione | N. |
| ----------------------------- | ------------------------------------------------------------ | ------ | -------------------- | --------------------------------------------------------------------- | --- | -- |
| Galeotto II Pico (1508–1550)  |                                                              |        | 1533 (restaurazione) | Ippolita Gonzaga 2 figli e 3 figlie                                   | Già al potere come Conte di Concordia, riconquista anche Mirandola (che viene elevata a Contea) dopo aver assassinato lo zio Gianfrancesco II |    |
| Galeotto II Pico (1508–1550)  | 1550                                                         |        |                      | Ippolita Gonzaga 2 figli e 3 figlie                                   | Già al potere come Conte di Concordia, riconquista anche Mirandola (che viene elevata a Contea) dopo aver assassinato lo zio Gianfrancesco II |    |
| Ludovico II Pico (1527–1568)  |                                                              |        | 1550                 | (1) Renata d'Este 1 figlia (2) Fulvia da Correggio 5 figli e 1 figlia | Figlio del precedente, Galeotto II Pico |    |
| Ludovico II Pico (1527–1568)  | 1568                                                         |        |                      | (1) Renata d'Este 1 figlia (2) Fulvia da Correggio 5 figli e 1 figlia | Figlio del precedente, Galeotto II Pico |    |
| Galeotto III Pico (1563–1597) |                                                              |        | 1568                 | –                                                                     | Figlio del precedente, Ludovico II Pico |    |
| Galeotto III Pico (1563–1597) | 1592 (abdicazione)                                           |        |                      | –                                                                     | Figlio del precedente, Ludovico II Pico |    |
| Federico II Pico (1564–1602)  |                                                              |        | 1592                 | Ippolita d'Este nessun figlio                                         | Figlio di Ludovico II Pico e fratello di Galeotto III Pico                                                                                    |    |
| Federico II Pico (1564–1602)  | 1596 (diventa Principe di Mirandola e Marchese di Concordia) |        |                      | Ippolita d'Este nessun figlio                                         | Figlio di Ludovico II Pico e fratello di Galeotto III Pico                                                                                    |    |

## Principi di Mirandola e Marchesi di Concordia (1596–1617)
| Sovrano (nascita–morte)       | Immagine                         | Stemma | Regno (dal–al) | Matrimonio & Discendenza                                                             | Diritto di successione                                                        | N. |
| ----------------------------- | -------------------------------- | ------ | -------------- | ------------------------------------------------------------------------------------ | ----------------------------------------------------------------------------- | -- |
| Federico II Pico (1564–1602)  |                                  |        | 1596           | Ippolita d'Este nessun figlio                                                        | Già al potere come Conte di Mirandola e di Concordia                          |    |
| Federico II Pico (1564–1602)  | 1602                             |        |                | Ippolita d'Este nessun figlio                                                        | Già al potere come Conte di Mirandola e di Concordia                          |    |
| Alessandro I Pico (1566–1637) |                                  |        | 1602           | Laura d'Este 4 figlie + altre morte in fasce + 1 figlio illegittimo, poi legittimato | Figlio di Ludovico II Pico e fratello di Federico II Pico e Galeotto III Pico |    |
| Alessandro I Pico (1566–1637) | 1617 (diventa Duca di Mirandola) |        |                | Laura d'Este 4 figlie + altre morte in fasce + 1 figlio illegittimo, poi legittimato | Figlio di Ludovico II Pico e fratello di Federico II Pico e Galeotto III Pico |    |

## Duchi di Mirandola e Marchesi di Concordia (1617–1708)
| Sovrano (nascita–morte) | Immagine           | Stemma | Regno (dal–al) | Matrimonio & Discendenza                                                                                              | Diritto di successione | N. |
| --- | ------------------ | ------ | -------------- | --- | --- | -- |
| Alessandro I Pico (1566–1637) |                    |        | 1617           | Laura d'Este 4 figlie + altre morte in fasce + 1 figlio illegittimo, poi legittimato                                  | Già al potere come Principe di Mirandola e Marchese di Concordia                                                          |    |
| Alessandro I Pico (1566–1637) | 1637               |        |                | Laura d'Este 4 figlie + altre morte in fasce + 1 figlio illegittimo, poi legittimato                                  | Già al potere come Principe di Mirandola e Marchese di Concordia                                                          |    |
| Alessandro II Pico (1631–1691) |                    |        | 1637           | Anna Beatrice d'Este 5 figli e 4 figlie                                                                               | Figlio di Galeotto IV, principe ereditario di Mirandola-Concordia e, a sua volta, figlio legittimato di Alessandro I Pico |    |
| Alessandro II Pico (1631–1691) | 1691               |        |                | Anna Beatrice d'Este 5 figli e 4 figlie                                                                               | Figlio di Galeotto IV, principe ereditario di Mirandola-Concordia e, a sua volta, figlio legittimato di Alessandro I Pico |    |
| Francesco Maria Pico (1688–1747) |                    |        | 1691           | (1) Teresa Spinola y de la Cerda nessun figlio (2) Maria Guadalupe FitzJames-Stuart y Colón de Portugal nessun figlio | Figlio di Francesco Maria, principe ereditario di Mirandola-Concordia e, a sua volta, figlio di Alessandro II Pico        |    |
| Francesco Maria Pico (1688–1747) | 1708 (deposizione) |        |                | (1) Teresa Spinola y de la Cerda nessun figlio (2) Maria Guadalupe FitzJames-Stuart y Colón de Portugal nessun figlio | Figlio di Francesco Maria, principe ereditario di Mirandola-Concordia e, a sua volta, figlio di Alessandro II Pico        |    |
| Francesco Maria Pico succedette al nonno, dopo la sua morte, quando non aveva che poco più di due anni di età. Fu per questo sotto la reggenza della dispotica prozia Brigida Pico . Nel 1706 prese finalmente il potere in mano, ma ormai il fato stava per abbattersi su di lui: era in corso la Guerra di Successione Spagnola e il giovane sovrano decise di schierarsi al fianco dei Francesi , che sembravano apparentemente vincitori (ma così non fu), venendo meno agli obblighi imperiali; fu per questo dichiarato decaduto per fellonia ed espulso dal Ducato dal principe Eugenio di Savoia . Nel 1708 vennero confiscato tutti i beni. Nel 1710 il Ducato della Mirandola venne venduto al duca Rinaldo d'Este e i suoi territori annessi al Ducato di Modena e Reggio . |                    |        |                | | |    |

## Linea di successione dei sovrani di Mirandola e Concordia
|                                                       |                                                       |                          |                              |                                                    |                            |                            |
|                                                       |                                                       | Francesco I *1311 † 1321 |                              |                                                    |                            |                            |
|                                                       |                                                       |                          |                              |                                                    |                            |                            |
|                                                       |                                                       |                          |                              |                                                    |                            |                            |
|                                                       |                                                       | Prendiparte              |                              |                                                    |                            |                            |
|                                                       |                                                       |                          |                              |                                                    |                            |                            |
|                                                       |                                                       |                          |                              |                                                    |                            |                            |
|                                                       |                                                       | Paolo                    |                              |                                                    |                            |                            |
|                                                       |                                                       |                          |                              |                                                    |                            |                            |
|                                                       |                                                       |                          |                              |                                                    |                            |                            |
|                                                       | Tommasino                                             | Tommasino                |                              | Francesco II *1354 † 1399                          | Francesco II *1354 † 1399  |                            |
|                                                       |                                                       |                          |                              |                                                    |                            |                            |
|                                                       |                                                       |                          |                              |                                                    |                            |                            |
|                                                       | Aiace *1399 † 1429                                    | Aiace *1399 † 1429       | Giovanni I *1399 † 1451      | Giovanni I *1399 † 1451                            | Francesco III *1399 – 1456 | Francesco III *1399 – 1456 |
|                                                       |                                                       |                          |                              |                                                    |                            |                            |
|                                                       |                                                       |                          |                              |                                                    |                            |                            |
|                                                       |                                                       |                          | Gianfrancesco I *1451 † 1467 |                                                    |                            |                            |
|                                                       |                                                       |                          |                              |                                                    |                            |                            |
|                                                       |                                                       |                          |                              |                                                    |                            |                            |
|                                                       |                                                       | Galeotto I *1467 † 1499  | Galeotto I *1467 † 1499      | Antonio Maria *1467 – 1470                         | Antonio Maria *1467 – 1470 |                            |
|                                                       |                                                       |                          |                              |                                                    |                            |                            |
|                                                       |                                                       |                          |                              |                                                    |                            |                            |
| Giovanni Francesco II *1499 – 1502 *1511 *1514 † 1533 | Giovanni Francesco II *1499 – 1502 *1511 *1514 † 1533 | Federico I *1502 † 1504  | Federico I *1502 † 1504      | Ludovico I *1502 † 1509                            | Ludovico I *1502 † 1509    |                            |
|                                                       |                                                       |                          |                              |                                                    |                            |                            |
|                                                       |                                                       |                          |                              |                                                    |                            |                            |
|                                                       |                                                       |                          |                              | Galeotto II *1509 – 1511 *1511 – 1513 *1533 † 1550 |                            |                            |
|                                                       |                                                       |                          |                              |                                                    |                            |                            |
|                                                       |                                                       |                          |                              |                                                    |                            |                            |
|                                                       |                                                       |                          |                              | Ludovico II *1550 † 1568                           |                            |                            |
|                                                       |                                                       |                          |                              |                                                    |                            |                            |
|                                                       |                                                       |                          |                              |                                                    |                            |                            |
|                                                       |                                                       |                          |                              | Galeotto III *1568 – 1592                          |                            |                            |
|                                                       |                                                       |                          |                              |                                                    |                            |                            |
|                                                       |                                                       |                          |                              |                                                    |                            |                            |
|                                                       |                                                       |                          |                              | Federico II *1592 † 1602                           |                            |                            |
|                                                       |                                                       |                          |                              |                                                    |                            |                            |
|                                                       |                                                       |                          |                              |                                                    |                            |                            |
|                                                       |                                                       |                          |                              | Alessandro I *1602 † 1637                          |                            |                            |
|                                                       |                                                       |                          |                              |                                                    |                            |                            |
|                                                       |                                                       |                          |                              |                                                    |                            |                            |
|                                                       |                                                       |                          |                              | Galeotto IV                                        |                            |                            |
|                                                       |                                                       |                          |                              |                                                    |                            |                            |
|                                                       |                                                       |                          |                              |                                                    |                            |                            |
|                                                       |                                                       |                          |                              | Alessandro II *1637 † 1691                         |                            |                            |
|                                                       |                                                       |                          |                              |                                                    |                            |                            |
|                                                       |                                                       |                          |                              |                                                    |                            |                            |
|                                                       |                                                       |                          |                              | Francesco Maria I                                  |                            |                            |
|                                                       |                                                       |                          |                              |                                                    |                            |                            |
|                                                       |                                                       |                          |                              |                                                    |                            |                            |
|                                                       |                                                       |                          |                              | Francesco Maria II *1691 – 1708                    |                            |                            |